# Le Plan-de-la-Tour
Le Plan-de-la-Tour település Franciaországban, Var megyében. Lakosainak száma 3068 fő (2022. január 1.). Le Plan-de-la-Tour La Garde-Freinet, Grimaud, Sainte-Maxime és Vidauban községekkel határos.

## Népesség
A település népességének változása:
| Lakosok száma | 2747 | 2695 | 2774 | 2827 | 2937 | 3048 | 3046 | 3055 | 3068 |
|               | 2013 | 2015 | 2016 | 2017 | 2018 | 2019 | 2020 | 2021 | 2022 |